# Superniania
Superniania – polski program telewizyjny typu reality show prowadzony przez Dorotę Zawadzką i emitowany na antenie TVN od 24 września 2006 do 2 listopada 2008, oparty na brytyjskim formacie Supernanny.

## Charakterystyka programu
Do programu zgłosiły się rodziny mające problemy wychowawcze z dziećmi. W każdym odcinku Superniania odwiedza jedną z nich i zamieszkuje u niej przez kilkanaście dni. Najpierw obserwuje zachowanie członków rodziny, później komentuje je i proponuje metody rozwiązania problemów.

## Spis serii
| Seria | Seria | Sezon       | Odcinki    | Pierwszy odcinek | Ostatni odcinek   | Pora emisji     | Średnia oglądalność |
| ----- | ----- | ----------- | ---------- | ---------------- | ----------------- | --------------- | ------------------- |
|       | 1     | jesień 2006 | 1–11 (11)  | 24 września 2006 | 3 grudnia 2006    | niedziela 17:30 |                     |
|       | 2     | jesień 2007 | 12–22 (11) | 9 września 2007  | 18 listopada 2007 | niedziela 17:30 |                     |
|       | 3     | jesień 2008 | 23–31 (9)  | 7 września 2008  | 2 listopada 2008  | niedziela 17:00 | 2 146 918           |

## Oglądalność
| Odcinek | Seria                            | Seria                            | Seria                            |
| Odcinek | 1                                | 2                                | 3                                |
| ------- | -------------------------------- | -------------------------------- | -------------------------------- |
| 1       | 1 884 706 (24 września 2006)     | 1 944 244 (9 września 2007)      | 1 218 272 (7 września 2008)      |
| 2       | 1 675 389 (1 października 2006)  | 2 002 860 (16 września 2007)     | 2 131 570 (14 września 2008)     |
| 3       | 2 904 501 (8 października 2006)  | – (23 września 2007)             | 2 056 265 (21 września 2008)     |
| 4       | 2 257 961 (15 października 2006) | – (30 września 2007)             | 2 007 223 (28 września 2008)     |
| 5       | 2 305 034 (22 października 2006) | – (7 października 2007)          | 2 212 122 (5 października 2008)  |
| 6       | 2 490 151 (29 października 2006) | – (14 października 2007)         | 2 311 357 (12 października 2008) |
| 7       | 3 115 109 (5 listopada 2006)     | – (21 października 2007)         | 2 495 017 (19 października 2008) |
| 8       | 3 229 024 (12 listopada 2006)    | 2 170 342 (28 października 2007) | 2 776 050 (26 października 2008) |
| 9       | 2 754 136 (19 listopada 2006)    | 2 496 727 (4 listopada 2007)     | 2 279 524 (2 listopada 2008)     |
| 10      | 2 914 860 (26 listopada 2006)    | – (11 listopada 2007)            | –                                |
| 11      | 2 702 982 (3 grudnia 2006)       | – (18 listopada 2007)            | –                                |

## Kontrowersje
W marcu 2024 kanał na YouTube Nie wiem, ale się dowiem! przeprowadził wywiad z obecnie dorosłą Różą, której poświęcono dziewiąty odcinek drugiego sezonu Superniani, gdy była w wieku 2 lat. Opisywała, że po emisji odcinka miała utrudniony okres dzieciństwa z powodu stygmatyzacji i izolacji społecznej ze strony jej rówieśników. Występ w programie miał wywołać u niej poważne problemy psychiczne, przez co musiała podjąć specjalistyczne leczenie psychiatryczne. W odpowiedzi Dorota Zawadzka wyraziła współczucie wobec Róży na swoim profilu na Facebooku.